# 下弗兰肯地区通多夫
下弗兰肯地区通多夫是德国巴伐利亚州的一个市镇。总面积15.58平方公里，总人口1116人，其中男性546人，女性570人（2011年12月31日），人口密度72人/平方公里。